# Candombe del no sé quién soy
Candombe del no sé quién soy es el tercer álbum de Los Terapeutas. Fue grabado y editado en formato casete y vinilo en 1990 por  Orfeo. Fue reeditado por Ayuí/Tacuabé en formato CD junto al disco Mestizo en todos lados, excluyendo la canción «Cristine».
El candombe atraviesa el sonido de todo el disco, junto con vetas pop, rock y funk. Se destaca el aire casi de improvisación que suena en tres canciones bastante largas, con finales extendidos («Candombe del no sé quién soy», «Constelación de bares de Pocitos» y «Paisaje playero»).

## Lista de canciones
Todos los temas fueron compuestos por Alberto Wolf, excepto «Tú no volverás», compuesta por Wilson Negreira.
Lado A
1. «Los Perros Saben Siempre Dónde Está Lo Bueno»
2. «Cristine»
3. «Subliminalmente Panteísta»
4. «Candombe Del No Sé Quién Soy»
5. «Susana»

Lado B
1. «Conyugal»
2. «Tú No Volverás»
3. «Constelación De Bares Pocitos»
4. «Paisaje Playero»

## Personal
- Alberto Wolf: guitarra rítmica y voz
- Daniel Jacques: bajo y coros
- Alejandro Roca: guitarra eléctrica
- Wilson Negreira: percusión, coros, voz en "Tú no volverás"
- Luis Jorge Martínez: batería
- Gonzalo Gravina: teclados